# لوزوویه (شهرستان تامبوفسکی، استان آمور)
لوزوویه (به لاتین: Lozovoye) یک منطقهٔ مسکونی در روسیه است که در استان آمور واقع شده‌است.